# Humuleno
Humuleno, también conocido como α-humuleno o α-cariofileno, es un anillo monocíclico de origen natural sesquiterpeno ((C15H24), que es un anillo de 11 miembros, que consiste en 3 unidades isopreno que contienen tres enlaces dobles C = C no conjugados, dos de ellos está triplemente sustituidos y  está doblemente sustituidos por terpenoides. Se encontró por primera vez en los aceites esenciales de Humulus lupulus ( lúpulo ), de la que deriva su nombre. El humuleno es un isómero de β-cariofileno , y los dos se encuentran a menudo juntos como una mezcla en muchas plantas aromáticas (ver "Presencia natural" a continuación). 

## Preparación y síntesis
Humuleno es uno de los muchos sesquiterpenoides que se derivan de difosfato de farnesilo (FPP). La biosíntesis comienza con la pérdida de difosfato de FPP bajo la acción de las enzimas de síntesis de sesquiterpeno, generando un catión alílico que es altamente susceptible a ataques intramoleculares.

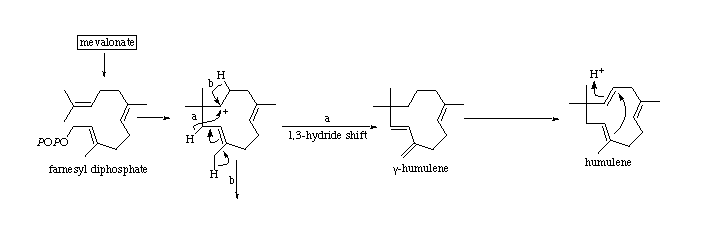

Esta biosíntesis puede ser imitado en el laboratorio mediante la preparación stanane alílico de farnesol, denominada síntesis Corey. Hay diversas formas de sintetizar humuleno en el laboratorio, que implican diferentes cierres del enlace C-C en el macrociclo. La síntesis McMurry utiliza una reacción de acoplamiento catalizando carbonilo de titanio; la síntesis Takahashi utiliza alquilación intramolecular de un haluro de alilo por un anión cianohidrina protegido; la síntesis Suginome utiliza un fragmento de geranilo; y la síntesis de Groot sintetiza humuleno crudo de un destilado de aceite de eucalipto. Humuleno también se puede sintetizar usando una combinación del conjunto de cuatro componentes y la ciclación mediada por paladio, puede describe a continuación. Esta síntesis se destaca por la sencillez de las construcciones de bonos C-C y los pasos de ciclación, que se cree resultará ventajosa en la síntesis de politerpenoides relacionados.
Para entender la regioselectividad del humuleno, el hecho de que uno de los dos dobles enlaces C = C triplemente sustituido es significativamente más reactivo, su espacio conformacional fue explorado computacionalmente y se identificaron cuatro conformaciones diferentes.

## Presencia natural

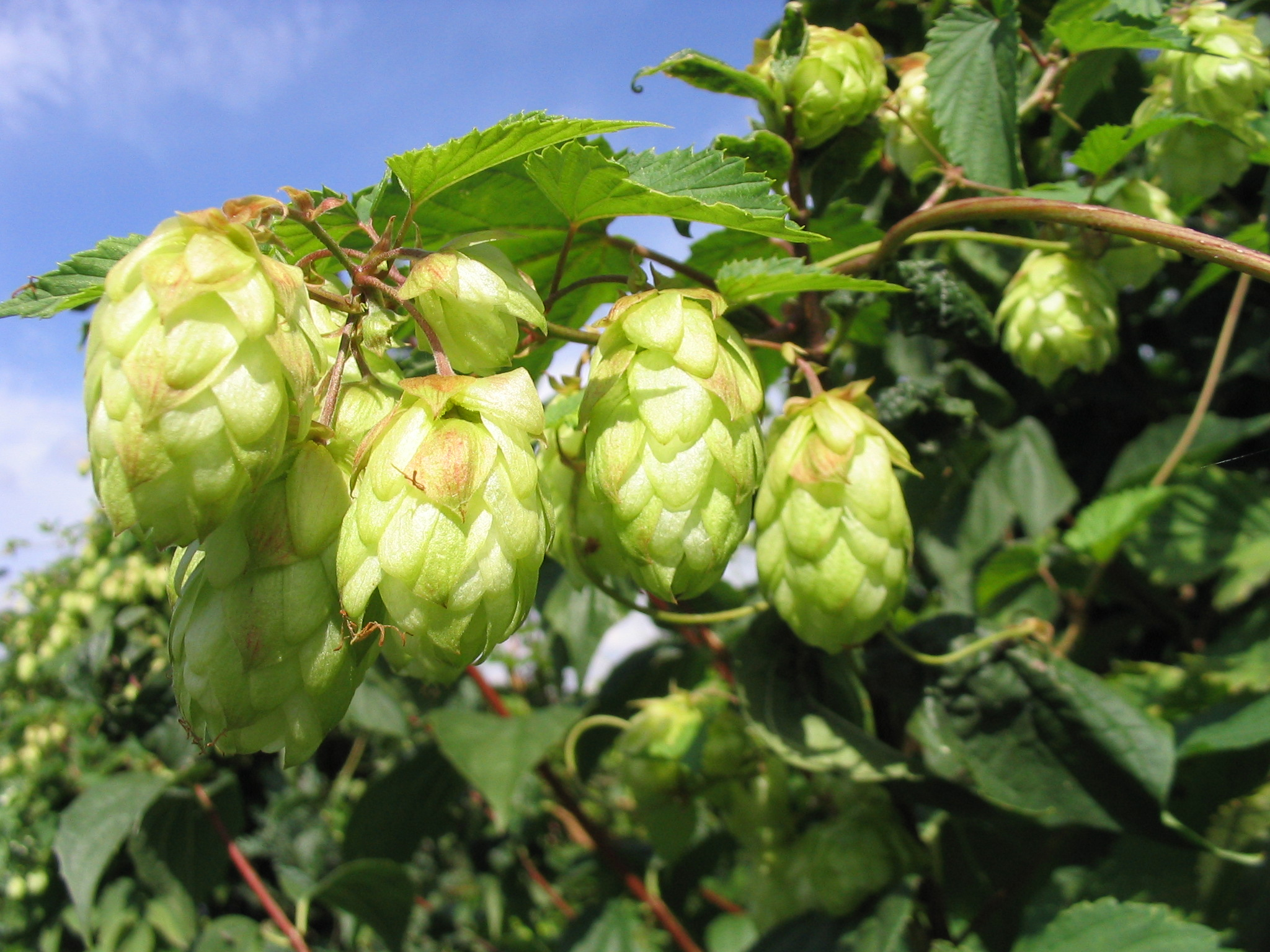
Humulus lupulus

Humuleno es uno de los aceites esenciales realizadas en el cono de floración de la planta de lúpulo Humulus lupulus. La concentración de humuleno varía entre diferentes variedades de la planta, pero puede ser de hasta 40% del aceite esencial. El humuleno y sus productos de reacción en el proceso de elaboración de cerveza da a muchas cervezas su aroma "de lúpulo". Algunas variedades se ha encontrado que tienen niveles más altos de humuleno, mientras que otras variedades amargas de lúpulo contienen niveles bajos. Múltiples epóxidos de humuleno se producen en el proceso de elaboración de la cerveza. En un estudio científico realizado por análisis por Cromatografía de Gases / Espectrometría de Masas de muestras y un panel sensorial entrenado, se encontró que los productos de hidrólisis de epóxido humuleno II produce específicamente un aroma "de lúpulo" en la cerveza. El humuleno también se encuentra en otras plantas como es el caso del Cannabis.

## Otros usos
Bebidas
Además de en la cerveza, el lúpulo también se usa en infusiones de hierbas y en los refrescos. Estos refrescos incluyen Julmust (una bebida carbonatada similar a la soda que es popular en Suecia durante diciembre), Malta (un refresco latinoamericano) y kvas.
Medicinal
El lúpulo también se utilizan en la medicina herbal de una manera similar a la valeriana, como tratamiento para la ansiedad, inquietud e insomnio. Una almohada llena de lúpulo es un remedio popular para el insomnio, y la investigación en animales ha demostrado un efecto sedante. El efecto relajante del lúpulo puede ser debido, en parte, a la degradación del producto específico de ácidos alfa , 2-metil-3-buten-2-ol, como se demuestra a partir del consumo durante la noche de la cerveza sin alcohol. El lúpulo tienden a ser inestable cuando se exponen a la luz o el aire y perder su potencia después de un almacenamiento de unos meses.
El lúpulo es de interés para la terapia de reemplazo hormonal y están bajo la investigación básica para el alivio potencial de problemas relacionados con la menstruación.
En la investigación preliminar veterinaria, los compuestos de lúpulos están en estudio para la actividad potencial contra la laminitis asociada en la  pastura  en caballos.